# بات مكدونالد
بات مكدونالد (بالإنجليزية: Pat McDonald)‏ هو منافس ألعاب قوى أمريكي وأيرلندي، ولد في 26 يوليو 1878 في Doonbeg ‏ في جمهورية أيرلندا، وتوفي في 16 مايو 1954 في نيويورك في الولايات المتحدة.

## وصلات خارجية
- بات مكدونالد على موقع الاتحاد الأمريكي لسباقات المضمار والميدان (الإنجليزية)
- بات مكدونالد على موقع الاتحاد الأمريكي لسباقات المضمار والميدان، قاعة المشاهير (الإنجليزية)
- بات مكدونالد على موقع اللجنة الأولمبية الدولية (الإنجليزية)
- بات مكدونالد على موقع أوليمبيديا (الإنجليزية)